# Близнюк Олександр Олександрович
Олександр Олександрович Близнюк (1990—2023) — солдат збройних сил України, учасник російсько-української війни.

## Життєпис
Народився 19 лютого 1990 в місті Ромни Сумської області.
У збройних силах — з початку грудня 2022 року.
Військову службу проходив у 25 повітряно-десантній бригаді в звані солдата.
Загинув 30 березня 2023 року поблизу Червонополівки, Сєвєродонецького району, Луганської області.

## Нагороди
- Орден «За мужність» III ступеня[1].